# 郡上市立明宝中学校
郡上市立明宝中学校 （ぐじょうしりつ めいほうちゅうがっこう）は、岐阜県郡上市にある公立中学校。
校区は明宝全域であり、明宝小学校の児童が進学する。

## 沿革
- 1961年（昭和36年）4月1日 - 郡上郡奥明方村（ぐじょうぐん おくみょうがたむら）の奥明方村立明方中学校（みょうがたちゅうがっこう）と奥明方村立畑佐中学校（はたさちゅうがっこう）を統合し、奥明方村立奥明方中学校（おくみょうがたちゅうがっこう）として開校。名目上の統合であり、旧・明方中学校を気良（けら）教場、旧・畑佐中学校を畑佐（はたさ）教場、旧・明方中学校寒水分校を寒水（かんすい）教場、旧・畑佐中学校小川分校を小川教場とする。
- 1962年（昭和37年）
  - 4月 - 現在地に統一校舎（木造3階建）が完成。気良教場、畑佐教場、寒水教場、小川教場を廃止。遠距離で通学困難な学生のために通年の寄宿舎が完成。
  - 10月 - スクールバスの運行を開始。
- 1967年（昭和42年） - 校内の集会室に奥明方中学校民俗資料館を設置。
- 1968年（昭和43年） - 校舎増築し、3階建が4階建となる。
- 1969年（昭和44年）
  - 　7月 - 民俗資料館を校舎4階に移転。
  - 9月9日 - 美濃中部地震により校舎の壁などに損害。交通手段が遮断されたことにより9月15日迄臨時休校。
- 1970年（昭和45年）
  - 1月 - 民俗資料館を奥明方村に移管[注釈 1]。
  - 4月20日　- 奥明方村が明方村に改称。同時に明方村立明方中学校（みょうがたそんりつ みょうがたちゅうがっこう）に改称する。
- 1976年（昭和51年）頃 - 生徒からの公募により、寄宿舎を「樹心寮」と命名する。
- 1992年（平成4年） - 4月1日 - 明方村が明宝村（めいほうむら）に改称。同時に明宝村立明宝中学校（めいほうそんりつ めいほうちゅうがっこう）に改称する。
- 1999年（平成11年） - 現在の校舎が完成。
- 2001年（平成13年） - 体育館（明宝アリーナ）が完成。
- 2002年（平成14年） - 寄宿舎「樹心寮」の最後の利用者2名が卒業し、樹心寮は休寮となる。
- 2004年（平成16年）3月1日 - 八幡町、大和町、白鳥町、明宝村、高鷲村、美並村、和良村が合併し郡上市（ぐじょうし）が発足。同時に郡上市立明宝中学校（ぐじょうしりつ めいほうちゅうがっこう）に改称する。